# 谢尔盖·涅韦罗夫
谢尔盖·伊万诺维奇·涅韦罗夫（[Сергей Иванович Неве́ров] 错误：{{Lang-xx}}：拉丁字母轉寫第 15 個字元「с」不是拉丁字母。（帮助）；1961年12月21日—）是俄罗斯政治人物，第六、七、八届国家杜马副主席。他于2017年10月9日至2021年9月19日担任统一俄罗斯党议会领袖。他于2011年至2017年担任统一俄罗斯党总委员会秘书。